# 黑口鱼
黑口鱼（学名：Narcetes lloydi），又名魯氏黑口魚、黑頭魚，为黑头鱼科黑口鱼属的鱼类。分布于西太平洋、印度洋以及南海、东海冲绳海槽等海域。该物种的模式产地在菲律宾吕岛东岸。深度716-1350公尺，體長可達50公分。